# Punk's Not Dead (album)
Punks Not Dead è il primo album dei The Exploited, pubblicato nel 1981 dalla Secret Records.

## Il disco
Si è piazzato al primo posto della classifica inglese degli album indipendenti e ha venduto 150 000 copie.
Le canzoni presenti nell'album sono influenzate dallo stile musicale tipico di alcuni gruppi punk inglesi degli anni ottanta, canzoni tipicamente veloci e con testi urlati inneggianti all'anarchia, ci sono anche varie canzoni contro la polizia, l'esercito e la guerra.

## Tracce
Tutte le tracce scritte dagli Exploited tranne Mucky Pup dei Puncture
1. Punks Not Dead - 1:51
2. Mucky Pup - 1:42
3. Cop Cars - 1:52
4. Free Flight - 3:35
5. Army Life (Part 2) - 2:37
6. Blown To Bits - 2:40
7. Sex & Violence - 5:11
8. SPG - 2:07
9. Royalty - 2:07
10. Dole Q - 1:51
11. Exploited Barmy Army - 2:28
12. Ripper - 2:03
13. Out Of Control - 2:52
14. Son Of A Copper - 2:39
15. I Believe In Anarchy - 2:03
16. Dogs of War – 1:43
17. What You Gonna Do – 2:18

## Formazione
- Wattie Buchan - voce
- Big John Duncan - chitarra e voce
- Gary McCormack - basso e voce
- Dru Stix - batteria
- Carole & Navi - cori